# ビーチバレースタイル
ビーチバレースタイル（BEACH Volleyball Style）は、株式会社J.Beachが発行するビーチバレーボール専門誌である。

## 概要
2009年5月1日創刊。国内では唯一のビーチバレーボール専門誌である。
年2回の不定期発行（創刊時は年4回）。 価格は850円。
内容は国内外ビーチバレーボールの大会レビューが中心。さらに注目選手へのインタビューや、トレーニング・スキルアップ・その他連載企画も掲載されている。